# محمدرضا آهنج
محمدرضا آهنج (زاده ۱۳۴۴ در تهران) کارگردان، بازیگر و فارغ‌التحصیل مهندسی طراحی صنعتی از دانشگاه هنر است. وی فعالیت هنری را سال ۱۳۶۲ آغاز کرد.

## فعالیت کارگردانی
- زخم زیتون (۱۳۸۳)
- معما (۱۳۸۲)
- سایه آفتاب (۱۳۸۳)
- شاید رسیده باشی (۱۳۸۶)
- به دنیا بگویید بایستد (۱۳۸۶)
- عملیات ۱۲۵ (۱۳۸۸)
- ملکوت (۱۳۸۹)
- راستش را بگو (۱۳۹۱)
- من یک ایرانی‌ام (۱۳۹۳)
- مانده از آسمان
- آسمان من (۱۳۹۴)
- برادرجان (۱۳۹۸)
- داستان یک شهر (۱۴۰۱)
- مرهم (۱۴۰۲)

## بازیگری
- هراس (۱۳۶۶)
- پرواز در نهایت (۱۳۶۹)
- چشم شیشه‌ای (۱۳۶۹)
- آسمان من (۱۳۹۴–۱۳۹۱)